# Кокпарсай
Кокпарса́й (каз. Көкпарсай) — село у складі Мактааральського району Туркестанської області Казахстану. Входить до складу Жамбильського сільського округу.
Населення — 1340 осіб (2021; 1320 у 2009, 2954 у 1999, 1034 у 1989).
У радянські часи село називалось Прогрес.